# The Other Woman (1954)
The Other Woman is een film noir uit 1954, gedistribueerd door Columbia Pictures. De zwart-witfilm is geregisseerd en geschreven door Hugo Haas. Haas, Cleo Moore, John Qualen, Jan Arvan en Lance Fuller speelden mee in de film, een verhaal over afpersing, moord, schandaal en wraak.

## Verhaal
De tweederangsactrice Sherry Stewart (Moore) is op de filmset wanneer ze ineens de kans krijgt op een rol doordat ze voor iemand moet inspringen. Hoewel ze maar drie regels tekst moet zeggen, verknoeit ze het. Vernederd en kolkend van woede wijt ze haar falen aan haar regisseur Walter Darman (Haas), en besluit om wraak te nemen. Uiteindelijk drogeert ze Walter en maakt hem wijs dat ze die nacht samen ruige seks hadden, waardoor ze nu zwanger is. Hij gelooft haar niet, maar is doodsbang dat een schandaal hem zal ruïneren. Sherry eist 50.000 dollar, maar realiseert zich niet dat Walter het geld niet heeft. Zijn carrière is een puinhoop. Zijn films zijn te "artistiek" om winst te kunnen maken en de baas van de studio (zijn schoonvader) wil hem kwijt. Walter bedenkt dat het beter is om Sherry gewoon te vermoorden, en doet dat ook. De politie doorprikt meteen zijn alibi en Walter gaat al gauw over tot bekentenissen.  

## Rolverdeling
| Acteur          | Personage                |
| --------------- | ------------------------ |
| Hugo Haas       | Walter Darman            |
| Cleo Moore      | Sherry Stewart           |
| Lance Fuller    | Ronnie                   |
| Lucille Barkley | Mrs. Lucille Darman      |
| Jack Macy       | Charles Lester           |
| John Qualen     | Papasha                  |
| Jan Arvan       | Police Inspector Collins |
| Karolee Kelly   | Marion                   |